# Brasil en los Juegos Olímpicos de Vancouver 2010
Brasil estuvo representado en los Juegos Olímpicos de Vancouver 2010 por cinco deportistas, dos hombres y tres mujeres, que compitieron en tres deportes.
La portadora de la bandera en la ceremonia de apertura fue la deportista de snowboard Isabel Clark. El equipo olímpico brasileño no obtuvo ninguna medalla en estos Juegos.